# Penion chathamensis
Penion chathamensis är en snäckart som först beskrevs av Powell 1938.  Penion chathamensis ingår i släktet Penion och familjen valthornssnäckor. Inga underarter finns listade i Catalogue of Life.